# Гнассінгбе Еядема
Гнассінгбе Еядема (фр. Gnassingbé Eyadéma, уроджений Етьєн Еядема Гнассінгбе, фр. Étienne Eyadéma Gnassingbé; 26 грудня 1935 — 5 лютого 2005 року) — тоголезький державний діяч, президент Того з 14 квітня 1967 по 5 лютого 2005, зумівши залишатися на цій посаді до своєї смерті, протягом 38 років.

## Біографія
Народився в селищі Пія округу Лама-кара французької підмандатної території Того. Походив з племені Кабьє. З 1953 року служив у французькій армії. Воював у В'єтнамі (в 1954-55), Алжирі (в 1956 і в 1959-60), Дагомеї (нині Бенін) і Нігері. З 1961 знаходився на службі в збройних силах Того. Брав участь у військовому перевороті 13 січня 1963 року (перший переворот в сучасній історії незалежних африканських держав на південь від Сахари), в ході якого, за однією із версій, особисто вбив президента Сильвануса Олімпіо. Після перевороту став офіцером і зробив швидку військову кар'єру.
У 1965 отримав звання підполковника і був призначений на посаду начальника штабу армії. 13 січня 1967 організував військовий переворот, внаслідок якого став диктатором, главою держави і міністром оборони. 1 грудня 1967 присвоїв собі звання генерала армії. Новий очільник розпустив уряд і парламент, скасував конституцію, заборонив всі політичні партії. В 1969 році заснував і став головою правлячої і єдиної дозволеної партії в країні «Об'єднання тоголезького народу» (за основу було взято назву партії французького президента Шарля де Голля — «Об'єднання французького народу»).
24-25 вересня 1986 року придушив спробу перевороту, активну роль в якій грав син першого президента країни Жількрі Олімпіо. В 1991 під тиском народних хвилювань, що тривали кілька тижнів, Еядема був змушений оголосити про початок ери реформ. В країні дали дозвіл на діяльність політичних партій, ввели поправки в конституцію, що обмежують перебування однієї людини на президентському посту двома п'ятирічними термінами. Одночасно знизили і віковий бар'єр для кандидатів (щоб президентом міг стати син Еядеми — Фор Гнассінгбе).
Був головою Економічного співтовариства країн Західної Африки (ЕКОВАС) в 1980-1981 і 1984-1985 роках. У 1981 році став керівником Міжафриканської організації Договору про ненапад і сприяння в обороні (АНАД). Еядема також очолював Організацію африканської єдності з 2000 по 2001 рік.
У 2002 році, коли закінчувався другий «конституційний» президентський термін Еядеми Гнассінгбе, парламент скасував конституційні обмеження і попросив його знову балотуватися в президенти. Багаторічний президент, за словами тодішнього прем'єра, «вирішив ще раз пожертвувати собою заради нації» і погодився висунути кандидатуру. Вибори 2003 року диктатор виграв, не маючи жодної конкуренції.
Еядема помер на борту літака, що знаходився на відстані 250 км на південь від столиці Тунісу. Його похорони відбулися 13 березня 2005 року. На них були присутні президенти африканських держав: Матьє Кереку з Беніна, Джон Куфуор з Гани, Лоран Гбагбо з Кот-д'Івуара, Мамаду Танджа з Нігера і Олусегун Обасанджо з Нігерії.